# 讯报
《訊報》（葡萄牙語：Jornal Son Pou），是在澳門逢周五出版的自由開放派中文報章，創刊於1989年3月18日。主要刊登中國大陸和澳門地區社會、政治、經濟的評論文章，以及刊登一些澳門當地社團活動消息。現任社長為周仲屏，總編輯為李江。
2010年，《訊報》和《論盡媒體》合作，創立《論盡澳門街》，作每周專題報導。

## 特色及立場
《訊報》是在澳門唯一一份有刊登政治漫畫的中文報紙。
香港嶺南大學通識教育學院助理教授梁旭明說，澳門的週報在立場上被認為較全面甚至中肯，較敢於報導些對澳門回歸構成負面形象的新聞，其言論較多元化，語調亦較親民主派。

## 專欄作家
- 區錦新
- 黃東
- 汪長南
- 陳煒恆
- 周凡夫
- 李江
- 建燁

## 外部連結
- 官方网站
- 讯报的Facebook專頁
- 《論盡澳門街》存檔